# Коэн, Джош
Джошуа Коэн (англ. Joshua Cohen; род. 18 августа 1992, Маунтин-Вью, Калифорния, США) — американский и израильский футболист, вратарь клуба «Атланта Юнайтед».

## Биография

### Клубная карьера
Родился в Калифорнии в семье с еврейскими корнями. Окончил Калифорнийский университет в Сан-Диего со специальностью в биоинженерии и компьютерных технологиях. Будучи студентом, выступал за университетскую команду «Сан-Диего Тритонс», сыграл 51 матч.
Профессиональную карьеру начинал в 2015 году в составе «Берлингейм Драгонс». Затем выступал в USL за команды «Ориндж Каунти», «Финикс Райзинг» и «Сакраменто Рипаблик».
В 2019 году подписал контракт с израильским клубом «Маккаби» Хайфа. В составе клуба стал трёхкратным чемпионом Израиля, сыграл 5 матчей на групповой стадии Лиги конференций 2021/22 и все 6 матчей на групповой стадии Лиги чемпионов 2022/23, включая победный матч против «Ювентуса» (2:0) 11 октября.
В феврале 2021 года получил гражданство Израиля. В том же году был признан футболистом года в Израиле.
14 декабря 2023 года на правах свободного агента подписал контракт с клубом MLS «Атланта Юнайтед» до конца сезона 2025 с опцией продления на сезон 2026. Дебютировал за «Атланту Юнайтед» 7 мая 2024 года в матче ⅛ финала Открытого кубка США против «Шарлотт Индепенденс».

### Карьера в сборной
В мае 2023 года вызывался в сборную США для подготовки к финальным матчам Лиги наций КОНКАКАФ 2022/23, но в окончательную заявку не попал.

## Достижения
«Маккаби» Хайфа
- Чемпион Израиля: 2020/21, 2021/22, 2022/23
- Обладатель Кубка Тото: 2021/22
- Обладатель Суперкубка Израиля: 2021

### Личные
- Футболист года в Израиле: 2021